# تپه جعفر زمیسی
تپه جعفر زمیسی مربوط به هزاره اول قبل از میلاد است و در شهرستان میانه، بخش ترکمن چای، دهستان بروانان شرقی، ۱/۵ کیلومتری جنوب غربی روستای حلمسی واقع شده و این اثر در تاریخ ۲۷ آبان ۱۳۸۶ با شمارهٔ ثبت ۲۰۲۰۸ به‌عنوان یکی از آثار ملی ایران به ثبت رسیده است.